# Le Toûno
Le Toûno est un sommet des Alpes valaisannes, au-dessus du village de Saint-Luc, qui culmine à 3 018 m d'altitude. Il est situé à l'ouest de la pointe de Tourtemagne.

## Toponymie
Toûno, orthographié « Tounot » ou « Tono » au XIIIe siècle, serait un hypocoristique du prénom Antoine.